# Brann Dailor

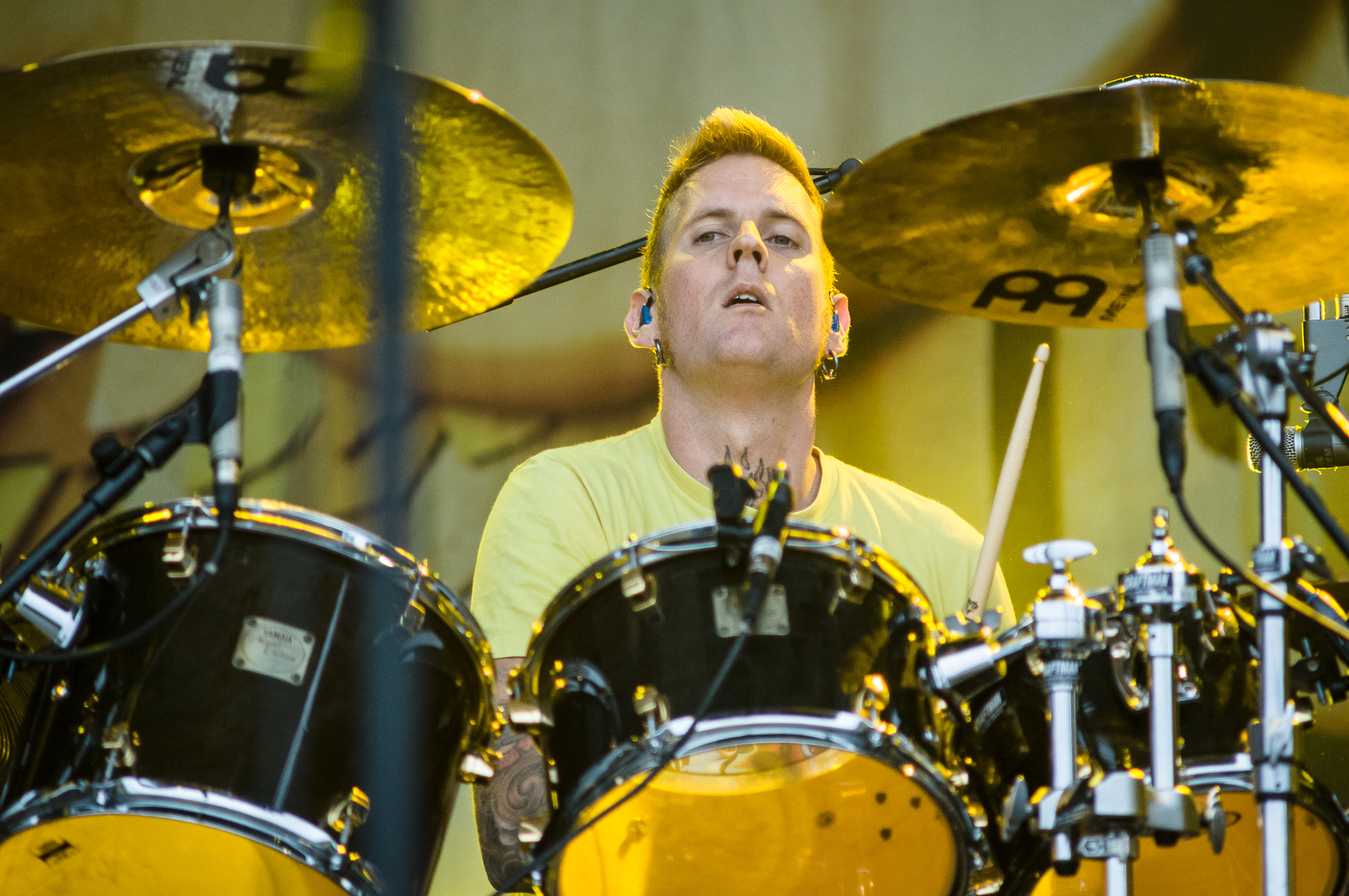
Brann Dailor en el Ursynalia Festival 2012, Varsovia, Polonia

Brann Timothy Dailor (19 de marzo de 1975) es un baterista estadounidense conocido por ser uno de los miembros fundadores de la banda de sludge metal Mastodon. Su estilo de tocar la batería está influenciado por el jazz y el rock progresivo, siendo una pieza fundamental a la hora de asentar el sonido de Mastodon. Antes de formar Mastodon, él y su amigo y también miembro de Mastodon Bill Kelliher fundaron la banda Lethargy, con la que grabó un disco. Dailor es alabado por Dave Grohl o Bill Ward, y aparece en el DVD de la banda de metalcore Killswitch Engage.
Fue miembro de Today Is The Day con los que grabó dos de sus mejores discos: In the eyes of god (1999) y Live Till You Die (2000). En este grupo coincidió con su ahora compañero en Mastodon, Bill Kelliher, que también fue bajista en estos dos discos.
Suele usar baterías Tama, platos Meinl, parches Evans y baquetas Vater.